# Hipparchia anopenopterus
Hipparchia anopenopterus är en fjärilsart som beskrevs av Lambrichs 1875. Hipparchia anopenopterus ingår i släktet Hipparchia och familjen praktfjärilar. Inga underarter finns listade i Catalogue of Life.